# Konha (arhitektura)
Konha (grško konché; latinsko concha, školjka) je vdolbina ali polkrožna stenska niša v arhitekturi, ki je na vrhu običajno zaprta s polkupolo. V cerkveni stavbi je lahko apsida ali stranska kapela oblikovana kot konha.
Polkrožno kupolo nad apsido ali samo apsido tudi lahko imenujemo konha.
Posebno uporabo najdemo v trikonhih (sistem treh školjk), osrednji strukturi s tremi enakomerno razporejenimi školjkami.